# Amānullāh Khān
Amānullāh Khān (pashtu: أمان الله خان; Paghman, 1º giugno 1892 – Zurigo, 25 aprile 1960) è stato il sovrano dell'Afghanistan dal 1919 al 1929.

## Biografia

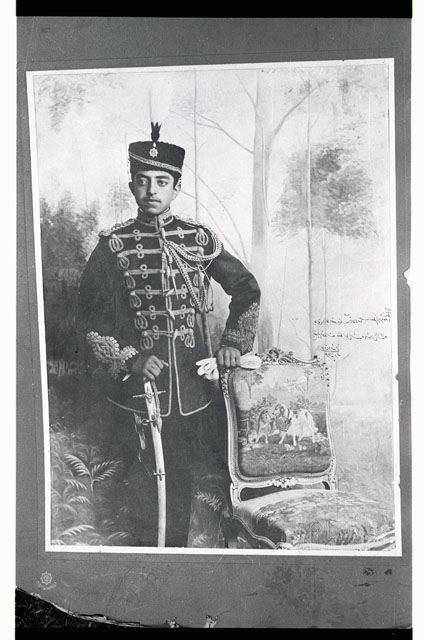
Amanullah in giovane età

Amanullah Khan nacque il 1º giugno 1892 a Paghman presso Kabul, in Afghanistan, e fu il favorito dei tre figli dell'emiro Habibullah Khan. Amanullah divenne governatore di Kabul, ebbe il controllo dell'esercito e del tesoro e creò una rete di buoni rapporti con la maggior parte dei capi tribù locali.
Nel febbraio del 1919 l'emiro Habibullah Khan andò a caccia nella provincia di Laghman, e al suo fianco vi erano suo fratello Nasrullah Khan, il primogenito di Habibullah, Inayatullah, ed il comandante in capo di Habibullah, Nadir Khan. La sera del 20 febbraio 1919 Habibullah venne assassinato nella sua tenda da Shuja ul-Dawla, uno dei suoi paggi, per ordine del figlio minore, Amanullah, lasciando Nasrullah quale successore al trono afghano. Nasrullah in un primo momento si rifiutò di prendere le redini del trono e giurò fedeltà a Inayatullah, primogenito di Habibullah. Inayatullah rifiutò e disse che suo padre avrebbe preferito Nasrullah quale suo legittimo erede. Le tribù locali giurarono fedeltà a Nasrullah, giudicato uomo pio e religioso. Il gruppo raggiunse Jalalabad, nel sudest del paese, dove il 21 febbraio 1919 venne proclamato emiro.
Amanullah Khan, figlio terzogenito di Habibullah, era rimasto a Kabul come rappresentante del re. Quando seppe della notizia della morte di suo padre, sfruttò il suo controllo del tesoro reale a Kabul e tentò un colpo di stato contro suo zio, prendendo il controllo della capitale e del governo centrale, dichiarando guerra a Nasrullah. Nasrullah, che non voleva spargimenti di sangue, fece sapere ad Amanullah che avrebbe potuto avere ufficialmente il trono e andò in esilio in Arabia Saudita. Amanullah Khan ringraziò lo zio e gli disse che gli sarebbe stato concesso di rientrare in Afghanistan quando lo avesse voluto. Il 28 febbraio 1919 Amanullah si autoproclamò emiro. Il 3 marzo 1919, temendo che i sostenitori di Nasrullah si sarebbero rivoltati contro di lui, Amanullah venne meno al proprio giuramento e Nasrullah venne arrestato e imprigionato dalle sue forze.

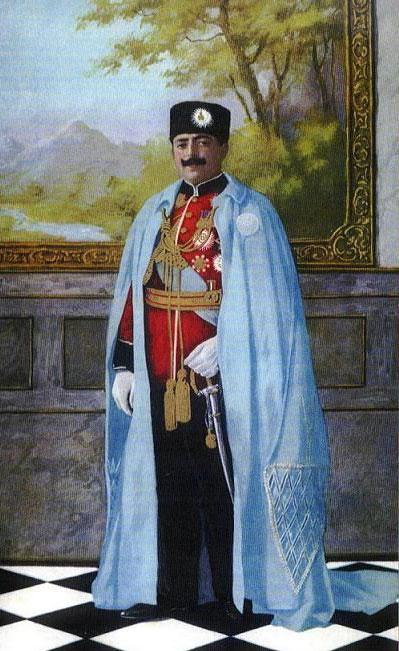
Ritratto di re Amanullah Khan

Amānullāh Khān condusse l'Afghanistan all'indipendenza dai colonizzatori inglesi ed ebbe un ruolo cruciale nel progresso politico e sociale del suo paese.  Nel 1907, per sua richiesta quando era ancora Emiro d’Afghanistan, fu iniziato nella Massoneria contro il parere dei suoi consiglieri. Al momento della sua ascesa al trono nel 1919 erano di competenza del sovrano gli affari interni, mentre gli affari esteri erano amministrati dal viceré dell'India (Gran Bretagna). Re Amānullāh Khān, non accettando questa limitazione alla propria sovranità, dichiarò guerra all'Impero britannico il 3 maggio 1919 (terza guerra anglo-afghana). Il 19 agosto 1919 (Festa nazionale) fu firmata la pace.
Nel 1921 promulgò la prima costituzione afghana, nella quale veniva garantita l'eguaglianza dei diritti a tutti i cittadini del paese senza distinzione di sesso. Fu  durante il regno di Amānullāh Khān che per la prima volta i diritti delle donne furono  al centro dell'attenzione. Il re, insieme alla regina Soraya, mise all'ordine del giorno la questione delle donne in un paese in cui la società patriarcale e tribale le aveva tenute lontane da qualsiasi forma di diritto. Questo programma di riforme costituì una delle campagne politiche più progressiste di tutta l'Asia, con il fine di migliorare la condizione delle donne in tutto il Medio Oriente. Fu istituita la scolarizzazione obbligatoria fino alla quinta elementare per maschi e femmine.
Promulgò inoltre il codice di famiglia che proteggeva i diritti delle donne e che prevedeva:
- il divieto di matrimonio tra un uomo anziano e una giovanissima;
- la necessità di consenso formale della promessa sposa al matrimonio, redatto in maniera da non destare nessun dubbio sulla sua veridicità, sotto pena di annullamento del matrimonio stesso;
- un limite massimo alle spese per la celebrazione del matrimonio;
- l'istituzione di un tribunale in cui le donne che subivano torti, abusi o ingiustizie, potevano rivolgersi per ottenere giustizia e protezione, incoraggiate e sostenute da una associazione ("Associazione per la tutela delle donne") patrocinata dalla regina Soraya.

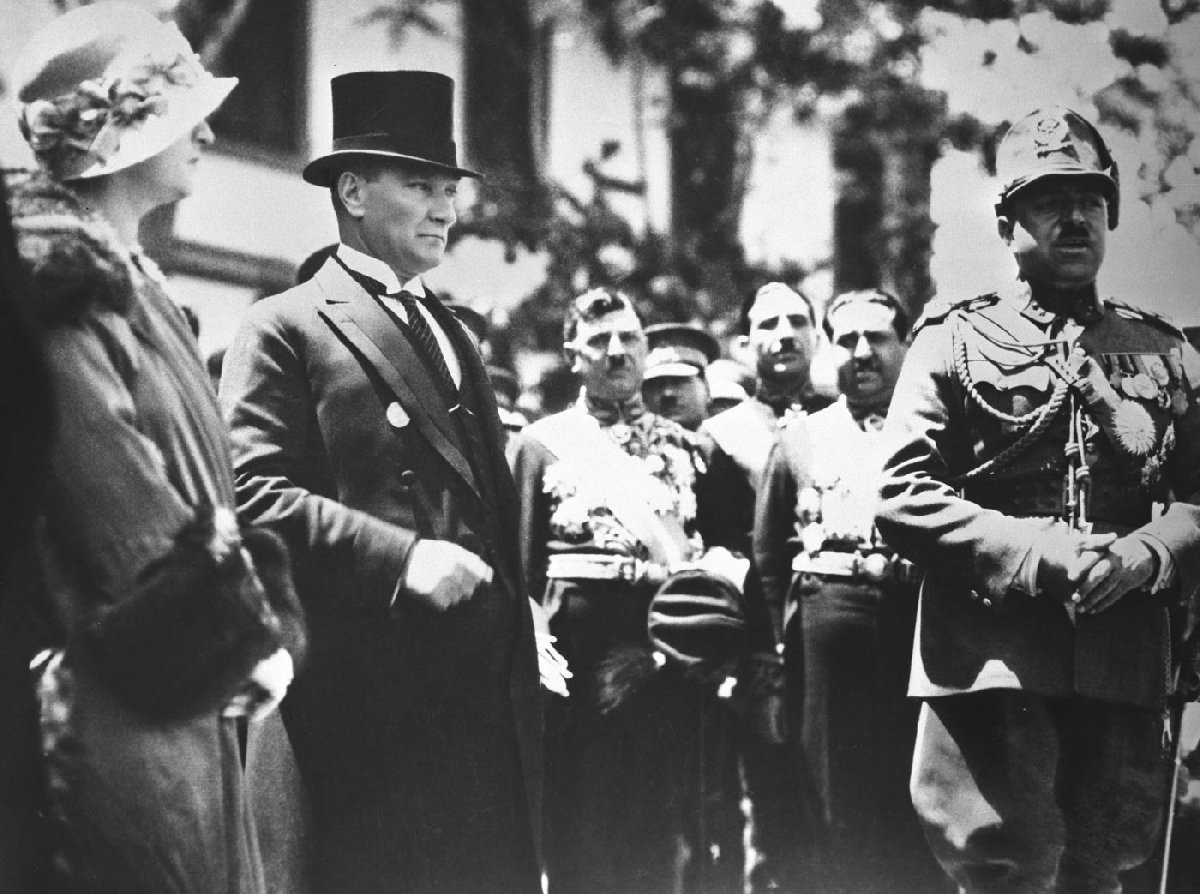
Amanullah Khan, con il presidente turco, Mustafa Kemal Atatürk ad Ankara, (1928).

Nel 1921 fu inaugurata dalla regina la prima scuola femminile del Paese. All'inizio vi furono 50 studentesse che dopo due anni divennero  700. Fu abolita l'obbligatorietà del velo e le donne poterono apparire in pubblico a capo scoperto. L'argomento era naturalmente controverso e delicato, ma vi era convinzione nei sovrani che l'uso del velo fosse un impedimento per l'emancipazione femminile. Nel 1928, su iniziativa della regina, il re dichiarò pubblicamente ad una riunione di donne: "Abbandonate il pardah (velo). Il Corano non lo impone. Le donne delle nostre tribù vivono con il viso scoperto, fate lo stesso". La prima donna a fare questo gesto fu la regina Soraya che, durante una folta assemblea, scoprì il suo volto.
Amanullah accolse la richiesta di alcuni diplomatici e tecnici occidentali di poter avere un cappellano cattolico che svolgesse il suo servizio religioso nel paese. L'accordo tra gli Stati dell'Afghanistan, l'Italia e la Santa Sede, stipulato nel 1921 e reso operativo il primo gennaio 1933, non fu mai revocato in tutte le vicissitudini politiche del paese.
Per tutte queste vicende, l'Afghanistan era diventato un paese modello, libero e soprattutto indipendente. Le proteste contro le riforme di Amanullah iniziarono nell'area del Passo Khyber e degenerarono nel saccheggio degli uffici governativi e del palazzo reale. La rivolta fu guidata da Habibullah Kalakānī, che costrinse il re a annullare le riforme più controverse. Amanullah, nel gennaio del 1929, abdicò e dopo qualche mese ebbe asilo in Italia. Re Amānullāh Khān morì il 25 aprile 1960 e la regina Soraya il 20 aprile 1968. Sono sepolti a Jalalabad, in Afghanistan, nel Mausoleo Reale.
Re Amānullāh Khān è tuttora molto amato dal popolo afghano, e viene considerato il re riformatore e modernizzatore del Paese, mentre la regina Soraya è il simbolo delle donne afghane.

## Matrimonio e discendenza
Amanullah ebbe un'unica moglie ufficiale, Soraya Tarzi, figlia di Mahmud Tarzi, che fu ministro degli Esteri, e della sua seconda moglie Asma Rasmiya Khanum.  
Ebbero dieci figli, quattro maschi e sei femmine: 
- Ameenah Shah (14 maggio 1916 – 29 ottobre 1992). Nel 1954 sposò Mustafa Hasanovic Ar, figlio di Bosnaci, deputato dei Giovani Mussulmani Bosniaci.
- Abedah. Sposò in prime nozze Ali Wali, figlio di Muhammad Wali, da cui ebbe un figlio, Ikhlil. In seguito sposò Hamidullah Enayat Siraj, figlio di Sardar Enayatullah.
- Meliha (1920–2011). Prese una laurea in medicina all'università di Istanbul e in seguito sposò A. Tahir Söker, un parente stretto di Celâl Bayar.
- Rahmatullah (7 giugno 1921-11 settembre 2009), principe ereditario fino al 1929, quando la sua famiglia andò in esilio. Sposò Adelia Graziani, il cui zio era il generale italiano Rodolfo Graziani.
- Saifullah. Morì prima dell'età adulta, di colera.
- Hymayatullah. Morì prima dell'età adulta, di polmonite.
- Adeela (1925–2000). Sposò Armando Angelini, figlio di un ufficiale di cavalleria italiano, da cui ebbe quattro figlie: Elisabetta (31 maggio 1948), Cristina (3 ottobre 1949), Simin (8 ottobre 1954) e Cinzia (11 gennaio 1957).
- Ehsanullah (1926–2017). Sposò un membro della famiglia di sua madre, Leyla Tarzi, figlia di Tavvab Tarzi. Ebbero due figli: Ahmed Aman Ullah (1961, sposò Sylvie Théobald Rahmat) e Rahmad Ullah (1965, sposò Carine d'Afghanistan-Berger).
- India (1929–2023). Nel 1951 sposò in prime nozze Kazem Malek, da cui ebbe due figlie: Soraya (1954, Roma) e Hamdam (1956. Sposò Paolo Fusarini ed ebbe due figli, Matteo e Flavia). Dopo aver divorziato nel 1959, visse a Roma, dove nel 1966 sposò Abdul Rauf Haider, da cui ebbe un figlio, Eskender (1967). Tornò a vivere in Afghanistan nel 1968.
- Nagia. Sposò İlter Doğan, da cui ebbe un figlio, Ömer, e una figlia, Hümeyra.